# Gunung Padang
Gunung Padang är ett berg i Indonesien.   Det ligger i provinsen Aceh, i den västra delen av landet, 1 600 km nordväst om huvudstaden Jakarta. Toppen på Gunung Padang är 1 760 meter över havet, eller 54 meter över den omgivande terrängen. Bredden vid basen är 0,59 km.
Terrängen runt Gunung Padang är kuperad åt nordväst, men åt sydost är den bergig.Runt Gunung Padang är det ganska glesbefolkat, med 26 invånare per kvadratkilometer. I omgivningarna runt Gunung Padang växer i huvudsak städsegrön lövskog.